# Odontolabis eremicola
Odontolabis eremicola es una especie de coleóptero de la familia Lucanidae.

## Distribución geográfica
Se encuentra Borneo.